# دهستان شلیل
دهستان شلیل، به مرکزیت روستای شکرآباد یکی از دهستان‌های بخش میانکوه شهرستان اردل در استان چهارمحال و بختیاری است.

## جمعیت
براساس سرشماری سال ۱۳۸۵ جمعیت این دهستان ۶٬۱۵۸ نفر (۱٬۱۵۰ خانوار) بوده‌است.بر اساس مستندات تاریخی نادرشاه افشار تعداد زیادی از مردم این دیار را به دلیل شجاعت زیادی که داشتند هنگام لشکرکشی با خود همراه ساخت و در راه بازگشت تعدادی از آنها در اصفهان سکنا گزیدند .